# Vauxhall Astra
Astra és un nom de model que s'ha utilitzat per Vauxhall, la filial britànica d'Adam Opel AG, en la seua gamma de cotxes familiars petits des de 1979. Per a les dues primeres generacions, la placa d'identificació s'aplica a les versions a la dreta de l'Opel Kadett per al seu ús al Regne Unit. Des de 1991, Opel ha utilitzat la placa d'identificació de l'Astra en la seua plataforma B/C. La divisió Saturn de General Motors als EUA també ha oferit l'Astra com a importació captiva des de finals de 2007 fins que el Saturn es va suspendre després de la fallida de GM de 2010.